# Mathieu Simonet
Mathieu Simonet (* 1. Mai 1975 in Neuilly-sur-Seine) ist ein französischer Schauspieler, Regisseur und Filmproduzent. Er ist Sohn von Jacques Perrin und Halbbruder von Maxence Perrin.

## Filmografie (Auswahl)

### Regie
- 2004: Le carnet rouge (Kurzfilm)
- 2011: Prunelle et Mélodie (Kurzfilm)

### Schauspieler
- 1996: Le Silence des fusils (als Mathieu Perrin / auch Regieassistent)
- 2000: Chabrols süßes Gift (Merci pour le chocolat)
- 2003: Pakt der Druiden (Brocéliande)
- 2004: Ocean’s 12 (Ocean’s Twelve)
- 2006: Tage des Ruhms (Indigènes)
- 2010: Tief in den Wäldern (Au fond des bois)
- 2015: Liebe bis in die Nacht (Le temps d'Anna) (TV-Film)
- 2018: Le Chalet (Fernsehserie)